# ジョン・カニンガム

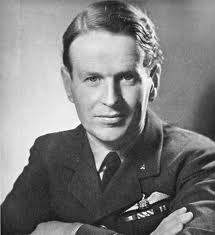
ジョン・カニンガム(1942年)

ジョン・カニンガム（John Cunningham, 1917年7月27日 - 2002年7月21日）は、デ・ハビランド社のテストパイロットであり、後に取締役になった人物。また、第二次世界大戦において夜間迎撃戦闘機で活躍したイギリス空軍のエースパイロットでもある。
最終階級はイギリス空軍大佐。
レーダー搭載の夜間戦闘型デ・ハビランド モスキートに乗り、第二次世界大戦でドイツ空軍との空戦で活躍した。
当時のイギリス情報部の宣伝により猫目のカニンガム(Cat's Eyes Cunningham)と呼ばれていたが、彼自身は酷いネコ嫌いであり、このニックネームを嫌がっていた。
当時のイギリスでは、夜間戦闘の戦果がレーダーによるものであることを隠蔽するため、夜間迎撃部隊のパイロットは優れた夜間視力を得るために毎日ニンジンを食べていたとPRした。
この話は現在でも一部のニンジンに含まれるアントシアニンやカロテノイドが目に良いことの根拠として語られているが、イギリス情報部による全く根拠の無い捏造話である。
戦後は、世界初のジェット旅客機となるDH.106 コメットの初飛行も行なっている。

## 参考資料
- 「John 'Cat's-Eyes' Cunningham The Aviation Legend」